# Wu Haoqing
Wu Haoqing (chinesisch 吴浩青, * 22. April 1914 in Yixing; † 18. Juli 2010 in Shanghai) war ein chinesischer Chemiker und Mitglied der Chinesischen Akademie der Wissenschaften, dessen Forschungsschwerpunkt im Bereich der Elektrochemie lag.

## Leben
Wu Haoqing schloss 1935 ein Chemiestudium an der Zhejiang-Universität ab. Anschließend lehrte er an dieser Universität, an der Hunan-Normal-Universität und an der Hujiang-Universität. Ab 1952 lehrte er an der Fudan-Universität, an der er ab 1961 auch Professor für Chemie war. Im Jahr 1980 wurde er in die Abteilung für Chemie der Chinesischen Akademie der Wissenschaften gewählt.
Wu Haoqing gilt als Pionier auf dem Gebiet der Elektrochemie und war an der Gründung des ersten elektrochemischen Labors an einer chinesischen Universität beteiligt. Außerdem erforschte er die elektrochemischen Eigenschaften des Elements Antimon und widmete sich der Erforschung von Hochenergie-Lithiumbatterien. Er verfasste Bücher, die die Themen Physikalische Chemie, chemische Thermoelektrizität und Elektrochemische Kinetik behandelten. Darüber hinaus veröffentlichte er über 50 wissenschaftliche Publikationen.
Wu starb 2010 in einem Krankenhaus in Shanghai.